# All-Star-Game
Als All-Star-Game versteht man ein Spiel, zu dem einmal in der Saison in verschiedenen Sportarten die jeweils besten Spieler der Liga, das All-Star-Team, entweder gegeneinander (v. a. in Nordamerika) oder gegen die Nationalmannschaft des jeweiligen Landes (v. a. in Deutschland) antreten. Die Spieler werden von Fans gewählt. Da die Tradition des All-Star-Games aus Nordamerika stammt, sind solche Spiele im Fußball, der in den USA nicht so beliebt ist, weniger traditionell als im American Football, Baseball, Basketball oder Eishockey.

## All-Star-Games in den USA

### NFL (American Football)
Die National Football League trägt alljährlich den sogenannten Pro Bowl aus.

### MLB (Baseball)
Das All-Star-Game der Major League Baseball findet jährlich Anfang bis Mitte Juli zur Halbzeit der Saison zwischen Spielern der American League und der National League statt. Die Spieler werden sowohl von den Fans, als auch von den Spielern selbst und den beiden Team-Managern gewählt. Das All-Star-Game wurde anlässlich der Weltausstellung 1933 in Chicago erstmals und seither mit Ausnahme von 1945 jedes Jahr ausgetragen. Das Heimrecht wechselt dabei im Normalfall jedes Jahr zwischen den beiden Ligen, das Spiel wird also abwechselnd in Stadien von American-League- und National-League-Teams ausgetragen. Durch das Heimrecht wird auch bestimmt, nach den Regeln welcher Liga gespielt wird (vor allem was den Designated Hitter angeht). Nachdem das All-Star-Game 2002 unentschieden ausging (was im heutigen Baseball so gut wie nicht mehr vorkommt) wurde dem Spiel seit 2003 eine neue Bedeutung gegeben: Das Heimrecht im ersten Spiel der World Series (gespielt zwischen dem jeweils besten Team der American und National League) geht an das Team, dessen Liga das All-Star-Game gewonnen hat.

### NBA (Basketball)
Das All-Star-Game der National Basketball Association findet jedes Jahr im Februar in einer anderen Großstadt der USA statt. An jedem All-Star-Game-Wochenende finden außerdem u. a. der Slam-Dunk-Wettbewerb und der 3-Punkte-Wettbewerb statt. In diesem All-Star-Game traten bis zur Saison 2016/17 die jeweils besten Spieler der Mannschaften der Western Conference gegen diejenigen der Eastern Conference gegeneinander an. Seit 2018 wählen die Spieler mit den meisten All-Star-Stimmen pro Conference live im Fernsehen übertragen aus dem bestehenden Personalpool im Stile der Pick-up-Games der urbanen Spielplätze unabhängig von der Conference-Zugehörigkeit abwechselnd ihr Team zusammen.

### WNBA (Basketball)
Das „Women’s National Basketball Association All-Star Game“ oder kurz WNBA All-Star Game der höchsten Damen-Basketball-Liga der USA wird jedes Jahr ausgetragen. Das erste WNBA All-Star Game fand 1999 statt.

### NHL (Eishockey)
In der National Hockey League gibt es ebenso jährlich ein All-Star-Game zwischen dem Westen und dem Osten. Es wurde offiziell zum ersten Mal in der Saison 1947/48 ausgetragen, obwohl es bereits 1934 ein Benefizspiel mit NHL-Stars gab.

### MLS (Fußball)
Die Major League Soccer richtet seit ihrer Gründungssaison im Jahr 1996 jedes Jahr Ende Juli oder Anfang August ein All-Star Game aus. Der Modus wechselte dabei allerdings immer wieder. In den Anfangsjahren war es das gewöhnliche Spiel Westen gegen Osten, inzwischen geht der Trend in die Richtung eine Ligaauswahl gegen eine renommierte ausländische Mannschaft antreten zu lassen, um die Popularität der MLS sowohl im In- als auch im Ausland zu steigern.

### MLL (Lacrosse)
Seit Gründung der Major League Lacrosse 2001 findet das All-Star Game jährlich im Juli statt.

### NLL (Indoor Lacrosse)
Das All-Star Game der National Lacrosse League findet im März jeden Jahres seit der Einführung 1991 statt.

### NASCAR (Stock Car Rennen)
Das so genannte „Sprint All-Star Race“ ist ein Rennen mit allen Gewinnern der vorherigen und aktuellen Rennsaison sowie zehn Gewinnern der Sprint Series und des All-Star Races selbst. Es wird seit 1985 ausgetragen und findet auf dem Lowe’s Motor Speedway statt.

## All-Star-Games in Deutschland

### DBV (Baseball)
Das Baseball-All-Star-Game wurde von 1994 bis 2000 jährlich ausgetragen. Nach einer EM-bedingten Pause fand 2002 das letzte All-Star-Game bei den Mainz Athletics statt, bevor die Veranstaltung auf Wunsch der Vereine zehn Jahre pausiert wurde. Die Tradition des All-Star-Games wurde 2012 wieder aufgenommen.

### BBL (Basketball)
Die Basketball-Bundesliga veranstaltet jährlich ein All-Star-Game, bei dem die besten Spieler der Teams aus dem Norden gegen die Besten des Südens antreten. Die Spieler und Trainer der Auswahlmannschaften werden dabei von Fans gewählt.

### DEL (Eishockey)
In der Deutschen Eishockey Liga ist das All-Star-Game auch schon seit Jahren Tradition. Dabei traf bisher ein All-Star-Team (DEL-Auswahl) auf die deutsche Nationalmannschaft. Am 3. Februar 2007 in Mannheim war der Modus zum ersten Mal ein anderer. Die besten Spieler der DEL wurden dabei in eine europäische und eine nordamerikanische Mannschaft unterteilt.
Teil des Showprogramms ist jedes Jahr auch die „Skills Competition“, ein Wettbewerb bei dem unter anderem der härteste Schlagschuss, der schnellste Skater oder die beste Dribbelstaffel ermittelt wird.

### ESBG (Eishockey)
Am 28. Februar 2006 fand erstmals ein All-Star-Game der 2. Bundesliga und der Oberliga im Straubinger Eisstadion am Pulverturm statt. 2007 fand das All-Star-Game in Ravensburg statt, wobei das Team United gegen das Team German 16:4 gewann.

### Bundesliga (Fußball)
Auch die Deutsche Fußball Liga richtete 2005 gemeinsam mit dem Deutschen Fußball-Bund ein All-Star-Game aus. Es fand in der Arena Auf Schalke statt und endete 2:2 unentschieden. Eine internationale Bundesliga-Auswahl trat gegen die deutsche Nationalmannschaft an. Die Einnahmen des Spiels wurden für die Opfer der Flutkatastrophe in Südostasien gespendet.

### HBL (Handball)
Im Handball-All-Star-Game spielte die deutsche Männer-Handballnationalmannschaft gegen eine Auswahl der besten Spieler aus der Handball-Bundesliga (sowohl Deutsche als auch Ausländer). Am Rande der Veranstaltung wurden der „Spieler der Saison“, der „Trainer der Saison“, das „Schiedsrichter-Gespann der Saison“ sowie zwei Persönlichkeiten für ihr „Lebenswerk/Karriereleistung Handball“ ausgezeichnet.
Die Idee zu einem Handball-All-Star-Game entstand Anfang 2000. Das All-Star-Game sollte nach amerikanischem Vorbild die Bundesliga-Saison ausklingen lassen. Seit 2000 fanden die ersten drei Auflagen im westfälischen Münster statt und erhielten so große Resonanz, dass man von 2003 bis 2005 in die Volkswagen Halle nach Braunschweig auswich. Von 2006 bis 2010 wurde das All-Star-Game in der Max-Schmeling-Halle in Berlin ausgetragen, von 2011 bis 2014 und von 2017 bis 2019 in der Arena in Leipzig sowie 2015 und 2016 in der Arena Nürnberger Versicherung in Nürnberg.

### DBV (Softball)
Das Softball-All-Star-Game fand jährlich von 2002 bis 2011 statt, zunächst als eigenständige Veranstaltung, später im Rahmen des Jugend-Länderpokals. 2012 ist an die Stelle des All-Star-Games im Softball der Deutschlandpokal getreten, dessen Endspiel jetzt im Rahmen des Jugend-Länderpokals ausgetragen wird.

## All-Star-Games in Österreich

### ÖBL (Basketball)
Das Nationalteam spielt im All-Star-Game der österreichischen Basketball Superliga gegen eine Liga-Auswahl der besten Nicht-Österreicher. Das erste All-Star-Game fand in Oberwart statt.

### EBEL (Eishockey)
Im KELLY’S All-Star-Game der Österreichischen Eishockey-Liga trifft eine Auswahl österreichischer Spieler auf eine Auswahl der besten Legionäre. Seit 2006 wird das All-Star Game jährlich ausgetragen, Veranstaltungsort war bisher stets die Albert-Schultz-Halle in Wien.

### ÖFB (Fußball)
2006 trug der Österreichische Fußball-Bund ein All-Star-Game aus. Dabei spielte eine Bundesliga-Auswahl gegen eine Erste-Liga-Auswahl. Das All-Star-Game fand am 14. Juli 2006 in Ried statt und endete mit einem 3:3 unentschieden. Die Idee wurde danach jedoch wieder verworfen.